# Pomłynów
Pomłynów (ukr. Помлинів) – wieś na Ukrainie w rejonie lwowskim (wcześniej w rejonie żółkiewskim) obwodu lwowskiego.

## Historia
Pod koniec XIX w. przysiółek wsi Kamionka Wołoska w powiecie rawskim.